# یواس‌ان‌اس رالینس (تی-ای‌جی-۱۸۹)
یواس‌ان‌اس رالینس (تی-ای‌جی-۱۸۹) (به انگلیسی: USNS Rollins (T-AG-189)) یک کشتی بود که طول آن ۴۵۵ فوت (۱۳۹ متر) بود. این کشتی در سال ۱۹۴۵ ساخته شد.